# 델타 결합

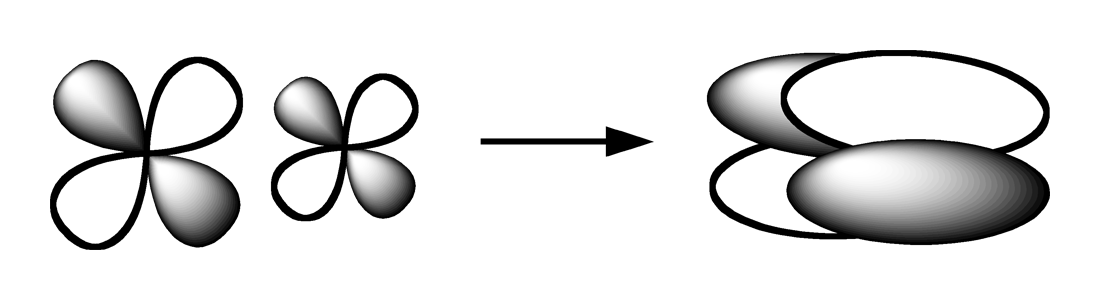
두개의 d 오비탈의 겹침에 의해 형성된 델타 결합

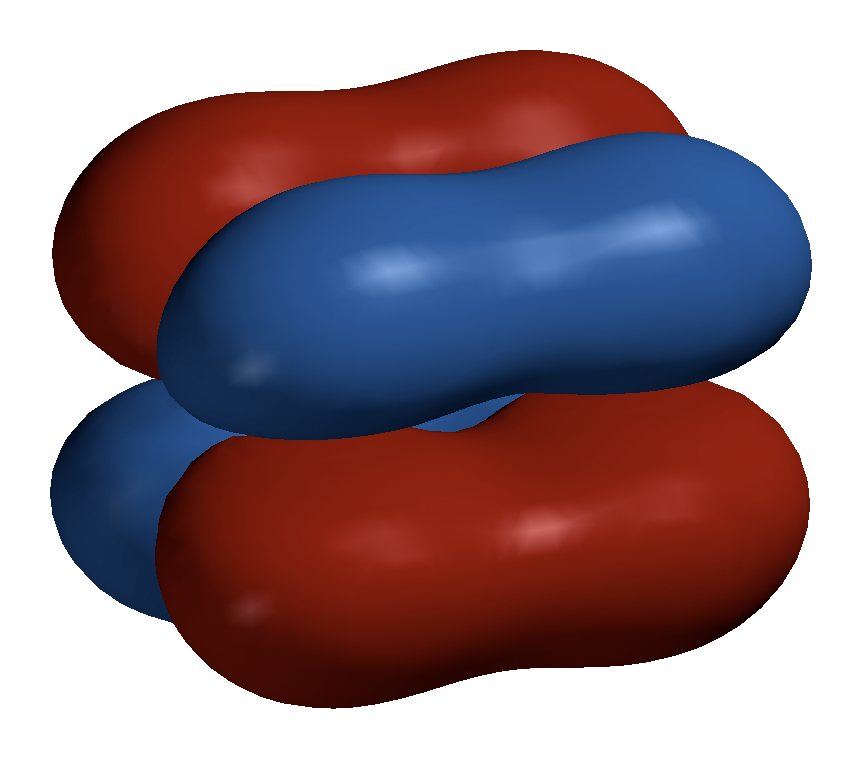
Mo_{2}의 델타 결합의 경계면의 3D 모델

화학에서 델타 결합({\displaystyle \delta } bond)은 공유 결합 중의 하나로, 하나의 전자 오비탈의 네 개의 돌출부(lobe)와 다른 전자 오비탈의 네 개의 돌출부가 겹치는 곳에 형성된다. 오비탈의 노드 평면 중의 두 개(또는 그 이상)는 두 원자쪽 방향을 지나간다.
델타 결합의 오비탈의 대칭성은 보통의 d 오비탈의 4-돌출부와 동일하기 때문에, 그리스 문자 {\displaystyle \delta }는 d 오비탈을 뜻한다.
충분히 큰 원자에는 점유된 d 오비탈의 에너지가 충분히 낮아서, 화학 결합에 참여할 수 있다. 델타 결합은 주로 유기금속 종에서 관찰된다. 어떤 레늄과 몰리브데넘 화합물은 사중 결합을 포함하는데, 그 결합은 델타 결합을 도입해야만 설명할 수 있다. 델타 결합 개념을 도입하면 사중 결합을 시그마 결합 하나, 파이 결합 둘, 델타 결합 하나로 이루어져 있다고 설명할 수 있다.
아세틸렌의 저-에너지 비결합 오비탈의 전자를 여기시켜서, 두 개의 탄소 삼중 결합 사이에 델타 결합을 형성시킬 수도 있다. 파이 반결합 오비탈의 오비탈 대칭성과 델타 결합의 대칭성이 같기 때문이다.
이론 화학자들은, 더 많은 원자 오비탈의 돌출부의 겹침으로 인한 고차 결합({\displaystyle f}, {\displaystyle g} 오비탈에 대응하는 피({\displaystyle \phi }) 결합과 감마 결합)이 가능하다고 추측해 왔는데, 피 결합은 우라늄 분자에서 확인됐다.

## 같이 보기
- 분자 구조